# Frederik Hansen
Frederik Hansen (-Melvang) (Malt, 1896. július 2. – Malt, 1962. szeptember 2.) olimpiai ezüstérmes dán tornász.
Az 1920. évi nyári olimpiai játékokon indult tornában és a svéd rendszerű csapat összetettben ezüstérmes lett.
Klubcsapata a DDS&G's Hold volt.